# Скобелєв Іван Олексійович
Іван Олексійович Скобелєв (1 травня 1901 — 10 вересня 1982) — Герой Радянського Союзу (1945).

## Життєпис
Народився 1 травня 1901 року в селі Салья (Удмуртія) у селянській родині. За національністю — удмурт. В 1926 закінчив Ново-Мултанський педагогічний технікум. Працював вчителем Сальїнської початкової школи.
З серпня 1941 року в РСЧА. З вересня того ж року на фронтах німецько-радянської війни. Відзначився під час боїв на території Польщі.
У ніч на 26 січня, кулеметник 780-го стрілецького полку (214-а стрілецька дивізія, 52-а армія, 1-й Український фронт) рядовий І.А. Скобелєв в складі першого ешелону подолав Одер в 4 км північніше м. Олау, брав участь у захопленні плацдарму і відбивав контратаки німців, що залучали авіаційний та артилерійський вогонь. Близько підпустивши солдатів противника до свого окопу Скобелєв відкрив вогонь зі свого кулемету. Після поранення другого номера кулеметного розрахунку, рядовий Скобелєв сам заряджав диски кулемета і продовжував вогонь. Після контратаки противника, біля окопу кулеметника виявили 18 вбитих солдатів та два офіцери противника.
Після війни демобілізований. Жив у рідному селі, працював вчителем.
Помер 10 вересня 1982 року.

## Звання та нагороди
10 квітня 1945 року Івану Олексійовичу Скобелєву присвоєно звання Героя Радянського Союзу.
Також нагороджений:
- орденом Леніна
- медалями